# スロトマイシン
スロトマイシン（英：Surotomycin）は治験中の経口抗生物質であった。このマクロライド系抗生物質は、一般的にクロストリディオイデス・ディフィシルによって引き起こされる、生命を脅かす下痢の治療薬として、メルク・アンド・カンパニー（Cubist Pharmaceuticalsを買収）が研究中であった 。臨床試験で第III相に達した後、現在の治療法に対する優位性がないため、2017年に開発が中止された。

## 関連記事
- Cadazolid
- フィダキソマイシン
- リジニラゾール
- SCHEMBL19952957